# Perisama refulgens
Perisama refulgens är en fjärilsart som beskrevs av Charles Oberthür 1916. Perisama refulgens ingår i släktet Perisama och familjen praktfjärilar. Inga underarter finns listade i Catalogue of Life.